# Кегейлийский район
Кегейлийский район (узб. Kegeyli tumani / Кегейли тумани, каракалп. Kegeyli rayonı / Кегейли районы) — административная единица в Республике Каракалпакстан (Узбекистан). Административный центр — городской посёлок Кегейли. В 1947 году здесь родился бывший Председатель Жокаргы Кенгеса Республики Каракалпакстан Муса Тажетдинович Ерниязов

## Этимология
Происхождение топонима "Кегейли" связано с каналом Кегейли, который протекает через сам город, а также через район Кегейли. Обе стороны этого канала называются Кегейли, потому что они были окружены деревьями "кегей" и бирюзой. Позже это было распространено и на весь город.

## История
Кегейлийский район был образован в 1930 году. 4 марта 1959 года к нему был присоединён Куйбышевский район.

## Физико-географическая характеристика
Кегейлийский район расположен на правом берегу реки Амударьи, в 40 км севернее столицы Республики Каракалпакстан города Нукус. Территория района имеет протяжённость с севера на юг 40 км, с запада на восток более 100 км. Около 26 тыс. гектаров территории — орошаемые земли. Имеются более 150 поселков.

### Гидрография
В центре района расположен Кегейлийский канал с сетью отходящих от него оросительных каналов. Восточнее расположен один из древнейших каналов района - «Куаныш жарма», который ранее был протокой реки Амударьи и назывался «Кок озек».
Озеро Актуба оказалось одним из исторических мест не только в районе, а также во всей Республике. Говорят, что никто еще не увидел высыхание озера. До 1970-х годов, люди купались на этом озере, чтобы вылечить различных болезней.

## Административно-территориальное деление
По состоянию на 1 января 2011 года, в состав района входят:
- Город районного подчинения Халкабад.
- 2 городских посёлка:

1. Казанкеткен,
2. Кегейли.

- 9 сельских сходов граждан:

1. Абад,
2. Актуба,
3. Аспантай,
4. Еркиндарья,
5. Жанабазар,
6. Жалпакжап,
7. Кумшункуль,
8. Кусканатау,
9. Кызылуй.